# متحف بیسانکا
تم بناء مبنى متحف بیسانکا في عام 2000 في مدينة كولوميا غرب أوكرانيا، إيفانو فرانكيفسك أوبلاست. كانت مجموعة بيسانكا في السابق موجودة في كنيسة البشارة في كولوميا. المتحف جزء من المتحف الوطني لـ هتسولشتشينا وبوكوتيا فولك الفني.
الجزء المركزي من المتحف على شكل بيسانكا (بيضة عيد الفصح الأوكرانية). هذا هو المتحف الوحيد في العالم المخصص لـ بیسانکا، وقد أصبح رمزا للمدينة. في أغسطس 2007 تم الاعتراف بالمتحف كمعلم لأوكرانيا الحديثة.

## مجموعات المتحف
في هذا الوقت، يمتلك المتحف مجموعة تضم أكثر من 10000 بيسانكي. تشمل المجموعة الدائمة بيسانكي من غالبية مقاطعات أوكرانيا. العديد منها عبارة عن إعادة تصميمات حديثة للتصميمات التقليدية، بما في ذلك استجمام اوکسانا بیلوس وزویا استاشوک من مجموعة سكارزينسكا (كما صورها كولجينسكي)، ولكن هناك أيضًا مجموعة رائعة من بيسانكي الأقدم من منطقة ايفانو فرانكيفسك التي يعود تاريخها إلى القرنين التاسع عشر والعشرين.
هناك العديد من الأمثلة لكل من بيسانكي وأشكال أخرى من البيض المزخرف من البلدان السلافية الأخرى (بيلاروس وجمهورية التشيك وبولندا) والأراضي البعيدة (رومانيا والسويد والولايات المتحدة وكندا وفرنسا وباكستان وسريلانكا والهند).

## وصلات خارجية
- متحف بيسانكا
- لمحة تاريخية ( باللغة الأوكرانية)